# Föresjön, Halland
Föresjön är en sjö i Laholms kommun i Halland och ingår i Genevadsåns huvudavrinningsområde. Sjöns area är 0,04 kvadratkilometer och den är belägen 150 meter över havet.